# Eisschnelllauf-Einzelstreckenweltmeisterschaften 1996

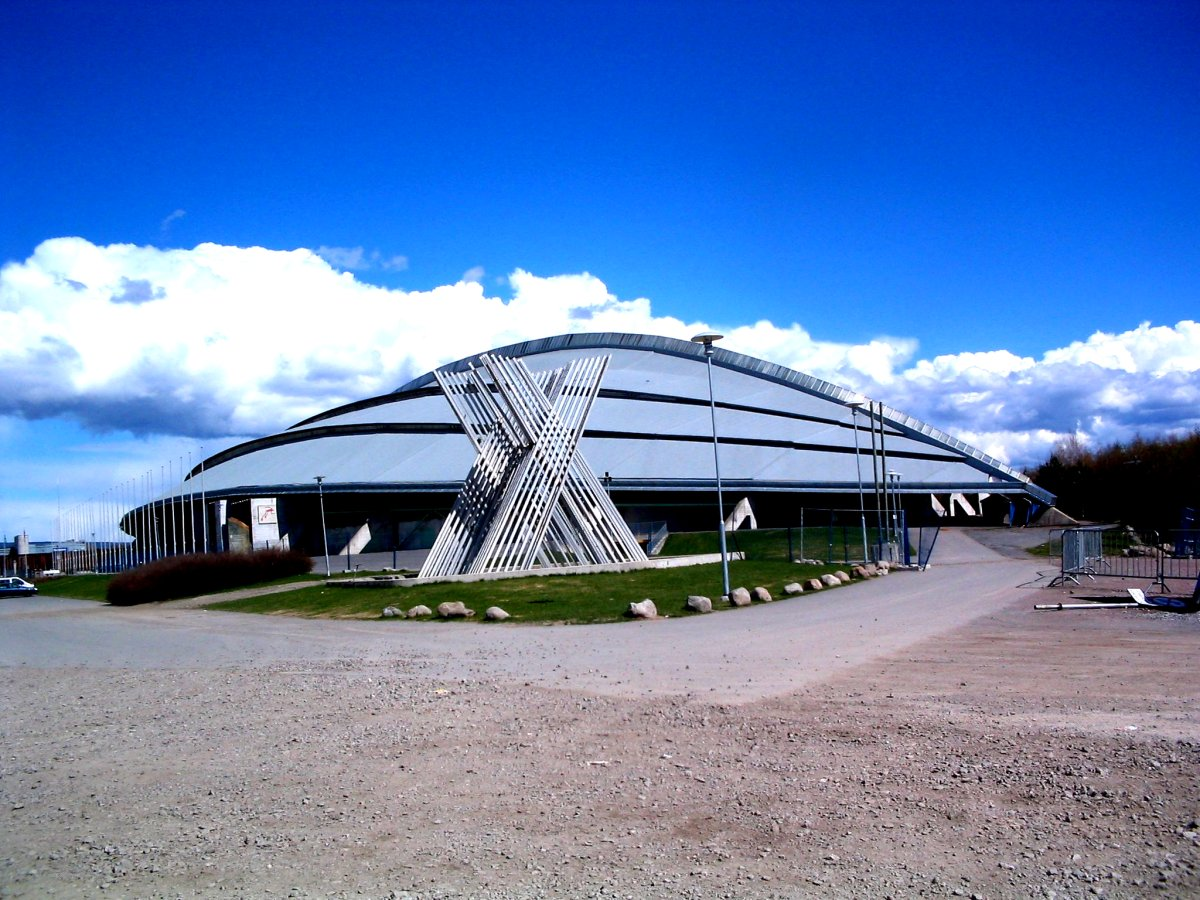
Vikingskipet (Wikingerschiff)

Die 1. Einzelstreckenweltmeisterschaften wurden vom 15. bis 17. März 1996 im norwegischen Hamar im Vikingskipet ausgetragen.

## Teilnehmende Nationen
- 97 Sportler aus 15 Nationen nahmen an der Meisterschaft teil.

| Teilnehmende Nationen                    | Teilnehmende Nationen             | Teilnehmende Nationen               | Teilnehmende Nationen                |
| ---------------------------------------- | --------------------------------- | ----------------------------------- | ------------------------------------ |
| Österreich Kanada Frankreich Deutschland | Italien Japan Kasachstan Südkorea | Niederlande Norwegen Polen Rumänien | Russland Schweden Vereinigte Staaten |

## Sieger
- Zeigt die drei Medaillenplätze der einzelnen Distanzen

### Frauen
| Distanz       | Gold              | Silber            | Bronze                |
| ------------- | ----------------- | ----------------- | --------------------- |
| 2 × 500 Meter | Swetlana Schurowa | Kyoko Shimazaki   | Tomomi Okazaki        |
| 1.000 Meter   | Annamarie Thomas  | Chris Witty       | Emese Hunyady         |
| 1.500 Meter   | Annamarie Thomas  | Claudia Pechstein | Sandra Zwolle         |
| 3.000 Meter   | Gunda Niemann     | Claudia Pechstein | Ljudmila Prokaschewa  |
| 5.000 Meter   | Claudia Pechstein | Carla Zijlstra    | Elena Belci-Dal Farra |

### Männer
| Distanz       | Gold                | Silber              | Bronze            |
| ------------- | ------------------- | ------------------- | ----------------- |
| 2 × 500 Meter | Hiroyasu Shimizu    | Sergei Klewtschenja | Roger Strøm       |
| 1.000 Meter   | Sergei Klewtschenja | Ådne Søndrål        | Jaegal Seong-yeol |
| 1.500 Meter   | Jeroen Straathof    | Ådne Søndrål        | Martin Hersman    |
| 5.000 Meter   | Ids Postma          | Keiji Shirahata     | Gianni Romme      |
| 10.000 Meter  | Gianni Romme        | Bart Veldkamp       | Frank Dittrich    |

## Wettbewerbe

### Frauen

#### 2 × 500 Meter
- Die Zeiten beider 500 m Läufe in Sekunden, werden addiert und ergeben die Gesamtpunktzahl

| Platz | Name                 | Land               | 1. Lauf 500 Meter | 2. Lauf 500 Meter | Gesamt- punkte |
| ----- | -------------------- | ------------------ | ----------------- | ----------------- | -------------- |
| 1     | Swetlana Schurowa    | Russland           | 39,73 (1)         | 39,57 (1)         | 79,30          |
| 2     | Kyoko Shimazaki      | Japan              | 39,90 (3)         | 39,57 (1)         | 79,47          |
| 3     | Tomomi Okazaki       | Japan              | 39,81 (2)         | 39,75 (3)         | 79,56          |
| 4     | Franziska Schenk     | Deutschland        | 40,07 (5)         | 40,04 (4)         | 80,11          |
| 5     | Catriona LeMay       | Kanada             | 39,94 (4)         | 40,23 (6)         | 80,17          |
| 6     | Oxana Rawilowa       | Russland           | 40,07 (5)         | 40,17 (5)         | 80,24          |
| 7     | Edel Therese Høiseth | Norwegen           | 40,1 (8)          | 40,27 (8)         | 80,37          |
| 8     | Sabine Völker        | Deutschland        | 40,25 (9)         | 40,24 (7)         | 80,49          |
| 9     | Susan Auch           | Kanada             | 40,07 (5)         | 40,43 (9)         | 80,50          |
| 10    | Chris Witty          | Vereinigte Staaten | 40,43 (11)        | 40,47 (10)        | 80,90          |
|       |                      |                    |                   |                   |                |
| 13    | Christina Zummack    | Deutschland        | 40,78 (13)        | 40,74 (13)        | 81,52          |

#### 1.000 Meter
| Platz | Name              | Land               | Zeit    |
| ----- | ----------------- | ------------------ | ------- |
| 1     | Annamarie Thomas  | Niederlande        | 1:21,01 |
| 2     | Chris Witty       | Vereinigte Staaten | 1:21,25 |
| 3     | Emese Hunyady     | Österreich         | 1:21,53 |
| 4     | Sandra Zwolle     | Niederlande        | 1:21,58 |
| 5     | Christine Aaftink | Niederlande        | 1:21,66 |
| 6     | Becky Sundstrom   | Vereinigte Staaten | 1:21,74 |
| 7     | Tomomi Okazaki    | Japan              | 1:21,81 |
| 8     | Sabine Völker     | Deutschland        | 1:21,99 |
| 9     | Shiho Kusunose    | Japan              | 1:22,01 |
| 10    | Moira D’Andrea    | Vereinigte Staaten | 1:22,14 |
|       |                   |                    |         |
| 18    | Christina Zummack | Deutschland        | 1:23,20 |
| 20    | Franziska Schenk  | Deutschland        | 1:23,32 |

#### 1.500 Meter
| Platz | Name                 | Land        | Zeit    |
| ----- | -------------------- | ----------- | ------- |
| 1     | Annamarie Thomas     | Niederlande | 2:04,46 |
| 2     | Claudia Pechstein    | Deutschland | 2:05,22 |
| 3     | Sandra Zwolle        | Niederlande | 2:05,26 |
| 4     | Mie Uehara           | Japan       | 2:05,50 |
| 5     | Mie Shimizu          | Japan       | 2:05,58 |
| 6     | Ljudmila Prokaschewa | Kasachstan  | 2:05,65 |
| 7     | Swetlana Baschanowa  | Russland    | 2:05,90 |
| 8     | Emese Hunyady        | Österreich  | 2:06,09 |
| 9     | Anni Friesinger      | Deutschland | 2:06,12 |
| 10    | Chiharu Nozaki       | Japan       | 2:07,06 |

#### 3.000 Meter
| Platz | Name                           | Land        | Zeit    |
| ----- | ------------------------------ | ----------- | ------- |
| 1     | Gunda Niemann                  | Deutschland | 4:13,83 |
| 2     | Claudia Pechstein              | Deutschland | 4:18,17 |
| 3     | Ljudmila Prokaschewa           | Kasachstan  | 4:20,90 |
| 4     | Anni Friesinger                | Deutschland | 4:21,16 |
| 5     | Mie Uehara                     | Japan       | 4:21,89 |
| 6     | Swetlana Baschanowa            | Russland    | 4:22,32 |
| 7     | Carla Zijlstra                 | Niederlande | 4:23,18 |
| 8     | Elena Belci-Dal Farra          | Italien     | 4:23,32 |
| 9     | Tonny de Jong Annamarie Thomas | Niederlande | 4:23,42 |
|       |                                |             |         |
| 11    | Emese Hunyady                  | Österreich  | 4:24,31 |

#### 5.000 Meter
| Platz | Name                  | Land        | Zeit    |
| ----- | --------------------- | ----------- | ------- |
| 1     | Claudia Pechstein     | Deutschland | 7:26,36 |
| 2     | Carla Zijlstra        | Niederlande | 7:28,79 |
| 3     | Elena Belci-Dal Farra | Italien     | 7:30,66 |
| 4     | Tonny de Jong         | Niederlande | 7:33,40 |
| 5     | Mie Uehara            | Japan       | 7:33,44 |
| 6     | Miki Ogasawara        | Japan       | 7:35,38 |
| 7     | Heike Warnicke        | Deutschland | 7:37,61 |
| 8     | Mihaela Dascălu       | Rumänien    | 7:39,70 |
| 9     | Swetlana Vysokowa     | Russland    | 7:40,27 |
| 10    | Chiharu Nozaki        | Japan       | 7:53,81 |

### Männer

#### 2 × 500 Meter
- Die Zeiten beider 500 m Läufe in Sekunden, werden addiert und ergeben die Gesamtpunktzahl

| Platz | Name                  | Land               | 1. Lauf 500 Meter | 2. Lauf 500 Meter | Gesamt- punkte |
| ----- | --------------------- | ------------------ | ----------------- | ----------------- | -------------- |
| 1     | Hiroyasu Shimizu      | Japan              | 35,91 (1)         | 36,15 (2)         | 72,06          |
| 2     | Sergei Klewtschenja   | Russland           | 36,13 (2)         | 36,08 (1)         | 72,21          |
| 3     | Roger Strøm           | Norwegen           | 36,62 (6)         | 36,23 (3)         | 72,85          |
| 4     | Yasunori Miyabe       | Japan              | 36,59 (5)         | 36,31 (4)         | 72,90          |
| 5     | Jaegal Seong-yeol     | Südkorea           | 36,50 (4)         | 36,66 (5)         | 73,05          |
| 6     | Manabu Horii          | Japan              | 36,39 (3)         | 36,74 (6)         | 73,13          |
| 7     | Wadim Schakschakbajew | Kasachstan         | 36,81 (8)         | 36,76 (7)         | 73,57          |
| 8     | Grunde Njøs           | Norwegen           | 36,75 (7)         | 36,89 (8)         | 73,64          |
| 9     | Casey FitzRandolph    | Vereinigte Staaten | 36,86 (9)         | 36,94 (9)         | 73,80          |
| 10    | Sylvain Bouchard      | Kanada             | 36,93 (10)        | 37,05 (12)        | 73,98          |
|       |                       |                    |                   |                   |                |
| 13    | Matthias Pfeiffer     | Deutschland        | 37,29 (15)        | 37,02 (11)        | 74,31          |
| 14    | Michael Künzel        | Deutschland        | 37,07 (13)        | 37,68 (20)        | 74,75          |
| 15    | Roland Brunner        | Österreich         | 37,48 (18)        | 37,30 (14)        | 74,78          |

#### 1.000 Meter
| Platz | Name                | Land               | Zeit    |
| ----- | ------------------- | ------------------ | ------- |
| 1     | Sergei Klewtschenja | Russland           | 1:13,30 |
| 2     | Ådne Søndrål        | Norwegen           | 1:13,78 |
| 3     | Jaegal Seong-yeol   | Südkorea           | 1:14,16 |
| 4     | Gerard van Velde    | Niederlande        | 1:14,25 |
| 5     | Manabu Horii        | Japan              | 1:14,41 |
| 6     | Peter Adeberg       | Deutschland        | 1:14,57 |
| 7     | Casey FitzRandolph  | Vereinigte Staaten | 1:14,64 |
| 8     | Sylvain Bouchard    | Kanada             | 1:14,65 |
| 9     | Neal Marshall       | Kanada             | 1:14,76 |
| 10    | Matthias Pfeiffer   | Deutschland        | 1:14,80 |
|       |                     |                    |         |
| 14    | Roland Brunner      | Österreich         | 1:15,00 |
| 21    | Michael Künzel      | Deutschland        | 1:16,08 |

#### 1.500 Meter
| Platz | Name             | Land               | Zeit    |
| ----- | ---------------- | ------------------ | ------- |
| 1     | Jeroen Straathof | Niederlande        | 1:53,94 |
| 2     | Ådne Søndrål     | Norwegen           | 1:54,14 |
| 3     | Martin Hersman   | Niederlande        | 1:54,38 |
| 4     | KC Boutiette     | Vereinigte Staaten | 1:54,40 |
| 5     | Peter Adeberg    | Deutschland        | 1:54,45 |
| 6     | Hiroyuki Noake   | Japan              | 1:54,53 |
| 7     | Tōru Aoyanagi    | Japan              | 1:54,72 |
| 8     | Neal Marshall    | Kanada             | 1:55,26 |
| 9     | Cédric Kuentz    | Frankreich         | 1:55,47 |
| 10    | Roberto Sighel   | Italien            | 1:56,33 |
|       |                  |                    |         |
| 13    | Thomas Kumm      | Deutschland        | 1:56,63 |

#### 5.000 Meter
| Platz | Name                 | Land               | Zeit    |
| ----- | -------------------- | ------------------ | ------- |
| 1     | Ids Postma           | Niederlande        | 6:47,09 |
| 2     | Keiji Shirahata      | Japan              | 6:47,20 |
| 3     | Gianni Romme         | Niederlande        | 6:48,21 |
| 4     | Bart Veldkamp        | Niederlande        | 6:49,57 |
| 5     | Frank Dittrich       | Deutschland        | 6:50,08 |
| 6     | KC Boutiette         | Vereinigte Staaten | 6:52,28 |
| 7     | Toshihiko Itokawa    | Japan              | 6:52,78 |
| 8     | Rintje Ritsma        | Niederlande        | 6:53,14 |
| 9     | Dave Tamburrino      | Vereinigte Staaten | 6:55,29 |
| 10    | Alexander Baumgärtel | Deutschland        | 6:56,41 |

#### 10.000 Meter
| Platz | Name                 | Land        | Zeit     |
| ----- | -------------------- | ----------- | -------- |
| 1     | Gianni Romme         | Niederlande | 14:05,46 |
| 2     | Bart Veldkamp        | Niederlande | 14:15,20 |
| 3     | Frank Dittrich       | Deutschland | 14:15,33 |
| 4     | Keiji Shirahata      | Japan       | 14:15,95 |
| 5     | Toshihiko Itokawa    | Japan       | 14:19,89 |
| 6     | Alexander Baumgärtel | Deutschland | 14:21,90 |
| 7     | Tōru Aoyanagi        | Japan       | 14:22,75 |
| 8     | Vadim Sajutin        | Russland    | 14:24,32 |
| 9     | Jonas Schön          | Schweden    | 14:25,26 |
| 10    | Rintje Ritsma        | Niederlande | 14:26,27 |

## Gesamt
Die Medaillen im Teamwettbewerb fließen als einzelne Medaille in die Nationenwertung und in die Rangliste als eine Medaille je Starter ein
- Platz: Gibt die Reihenfolge der Athleten wieder. Diese wird durch die Anzahl der Goldmedaillen bestimmt. Bei gleicher Anzahl werden die Silbermedaillen verglichen, danach die Bronzemedaillen
- Name: Nennt den Namen des Athleten
- Land: Nennt das Land, für das der Athlet startete
- Gold: Nennt die Anzahl der gewonnenen Goldmedaillen
- Silber: Nennt die Anzahl der gewonnenen Silbermedaillen
- Bronze: Nennt die Anzahl der gewonnenen Bronzemedaillen
- Gesamt: Nennt die Anzahl aller gewonnenen Medaillen

### Top Ten
- Die Top Ten zeigt die Zehn erfolgreichsten Sportler (Frauen/Männer)

| Platz | Name                | Land        | Gold | Silber | Bronze | Gesamt |
| ----- | ------------------- | ----------- | ---- | ------ | ------ | ------ |
| 1.    | Annamarie Thomas    | Niederlande | 2    | 0      | 0      | 2      |
| 2.    | Claudia Pechstein   | Deutschland | 1    | 2      | 0      | 3      |
| 3.    | Sergei Klewtschenja | Russland    | 1    | 1      | 0      | 2      |
| 4.    | Gianni Romme        | Niederlande | 1    | 0      | 1      | 2      |
| 5.    | Gunda Niemann       | Deutschland | 1    | 0      | 0      | 1      |
| 5.    | Hiroyasu Shimizu    | Japan       | 1    | 0      | 0      | 1      |
| 5.    | Ids Postma          | Niederlande | 1    | 0      | 0      | 1      |
| 5.    | Jeroen Straathof    | Niederlande | 1    | 0      | 0      | 1      |
| 5.    | Swetlana Schurowa   | Russland    | 1    | 0      | 0      | 1      |
| 10.   | Ådne Søndrål        | Norwegen    | 0    | 2      | 0      | 2      |

### Nationenwertung
- Die Nationenwertung zeigt die erfolgreichsten Nationen (Frauen/Männer)

| Platz | Land               | Gold | Silber | Bronze | Gesamt |
| ----- | ------------------ | ---- | ------ | ------ | ------ |
| 1.    | Niederlande        | 5    | 2      | 3      | 10     |
| 2.    | Deutschland        | 2    | 2      | 1      | 5      |
| 3.    | Russland           | 2    | 1      | 0      | 3      |
| 4.    | Japan              | 1    | 2      | 1      | 4      |
| 5.    | Norwegen           | 0    | 2      | 1      | 3      |
| 6.    | Vereinigte Staaten | 0    | 1      | 0      | 1      |
| 7.    | Österreich         | 0    | 0      | 1      | 1      |
| 7.    | Italien            | 0    | 0      | 1      | 1      |
| 7.    | Kasachstan         | 0    | 0      | 1      | 1      |
| 7.    | Südkorea           | 0    | 0      | 1      | 1      |

### Frauen

#### Rangliste
- Die Rangliste zeigt die erfolgreichsten Sportlerinnen der Einzelstrecken-WM

| Platz | Name                  | Land               | Gold | Silber | Bronze | Gesamt |
| ----- | --------------------- | ------------------ | ---- | ------ | ------ | ------ |
| 1.    | Annamarie Thomas      | Niederlande        | 2    | 0      | 0      | 2      |
| 2.    | Claudia Pechstein     | Deutschland        | 1    | 2      | 0      | 3      |
| 3.    | Gunda Niemann         | Deutschland        | 1    | 0      | 0      | 1      |
| 3.    | Swetlana Schurowa     | Russland           | 1    | 0      | 0      | 1      |
| 5.    | Kyoko Shimazaki       | Japan              | 0    | 1      | 0      | 1      |
| 5.    | Carla Zijlstra        | Niederlande        | 0    | 1      | 0      | 1      |
| 5.    | Chris Witty           | Vereinigte Staaten | 0    | 1      | 0      | 1      |
| 8.    | Emese Hunyady         | Österreich         | 0    | 0      | 1      | 1      |
| 8.    | Elena Belci-Dal Farra | Italien            | 0    | 0      | 1      | 1      |
| 8.    | Tomomi Okazaki        | Japan              | 0    | 0      | 1      | 1      |
| 8.    | Ljudmila Prokaschewa  | Kasachstan         | 0    | 0      | 1      | 1      |
| 8.    | Sandra Zwolle         | Niederlande        | 0    | 0      | 1      | 1      |

#### Nationenwertung
- Die Nationenwertung zeigt die erfolgreichste Nationen (Frauen)

| Platz | Land               | Gold | Silber | Bronze | Gesamt |
| ----- | ------------------ | ---- | ------ | ------ | ------ |
| 1.    | Deutschland        | 2    | 2      | 0      | 4      |
| 2.    | Niederlande        | 2    | 1      | 1      | 4      |
| 3.    | Russland           | 1    | 0      | 0      | 1      |
| 4.    | Japan              | 0    | 1      | 1      | 2      |
| 5.    | Kasachstan         | 0    | 1      | 0      | 1      |
| 5.    | Vereinigte Staaten | 0    | 1      | 0      | 1      |
| 7.    | Österreich         | 0    | 0      | 1      | 1      |
| 7.    | Italien            | 0    | 0      | 1      | 1      |

### Männer

#### Rangliste
- Die Rangliste zeigt die erfolgreichsten Sportler der Einzelstrecken-WM

| Platz | Name                | Land        | Gold | Silber | Bronze | Gesamt |
| ----- | ------------------- | ----------- | ---- | ------ | ------ | ------ |
| 1.    | Sergei Klewtschenja | Russland    | 1    | 1      | 0      | 2      |
| 2.    | Gianni Romme        | Niederlande | 1    | 0      | 1      | 2      |
| 3.    | Hiroyasu Shimizu    | Japan       | 1    | 0      | 0      | 1      |
| 3.    | Ids Postma          | Niederlande | 1    | 0      | 0      | 1      |
| 3.    | Jeroen Straathof    | Niederlande | 1    | 0      | 0      | 1      |
| 6.    | Ådne Søndrål        | Norwegen    | 0    | 2      | 0      | 2      |
| 7.    | Keiji Shirahata     | Japan       | 0    | 1      | 0      | 1      |
| 7.    | Bart Veldkamp       | Niederlande | 0    | 1      | 0      | 1      |
| 9.    | Frank Dittrich      | Deutschland | 0    | 0      | 1      | 1      |
| 9.    | Jaegal Seong-yeol   | Südkorea    | 0    | 0      | 1      | 1      |
| 9.    | Martin Hersman      | Niederlande | 0    | 0      | 1      | 1      |
| 9.    | Roger Strøm         | Norwegen    | 0    | 0      | 1      | 1      |

#### Nationenwertung
- Die Nationenwertung zeigt die erfolgreichste Nationen (Männer)

| Platz | Land        | Gold | Silber | Bronze | Gesamt |
| ----- | ----------- | ---- | ------ | ------ | ------ |
| 1.    | Niederlande | 3    | 1      | 2      | 6      |
| 2.    | Japan       | 1    | 1      | 0      | 2      |
| 2.    | Russland    | 1    | 1      | 0      | 2      |
| 4.    | Norwegen    | 0    | 2      | 1      | 3      |
| 5.    | Deutschland | 0    | 0      | 1      | 1      |
| 5.    | Südkorea    | 0    | 0      | 1      | 1      |